# 珍妮弗·卡普里亚蒂
珍妮佛·卡普莉亞蒂（英語：Jennifer Capriati，1976年3月29日—），美國前職業網球運動員，單打最高世界排名第一，三座大滿貫得主，國際網球名人堂成員。
卡普里亚蒂力量条件出色，攻防两端均有突出实力，尤其是其防守经常出现防守反击致胜分，属于攻守兼备的实力型球员。但其在场上脾气火爆，经常与裁判争论。

## 初出茅蘆
1989年，13歲的她在四大滿貫青少年組的女單和女雙比賽中，均取得兩個冠軍，引起國際網壇關注，被喻為「女神童」。一年後，她正式轉入職業網壇。
- 女單冠軍 (2)

| 年份 | 比賽            | 場地 | 决賽對手       | 對手國籍     | 勝方比分 |
| 1989 | 法網 (青少年組) | 红土 | Eva Sviglerová | 捷克斯洛伐克 | 6–4, 6–0 |
| 1989 | 美網 (青少年組) | 硬地 | 麦奎兰         |              | 6–2, 6–3 |

- 女雙冠軍 (2)

| 年份 | 比賽              | 場地 | 搭擋             | 决賽對手                                                          | 勝方比分 |
| ---- | ----------------- | ---- | ---------------- | ----------------------------------------------------------------- | -------- |
| 1989 | 溫布頓 (青少年組) | 草地 | 麦格拉思 ( 美国) | Andrea Strnadová ( 捷克斯洛伐克) · Eva Sviglerová ( 捷克斯洛伐克) | 6–4, 6–2 |
| 1989 | 美網 (青少年組)   | 硬地 | 麦格拉思 ( 美国) | Jo-Anne Faull ( ) · 麦奎兰 ( )                                    | 6–0, 6–3 |

## 網球生涯
卡普莉亞蒂於1990年3月投身於職業網球，當時的她還不到14歲。出道後第一次出賽便打入了該次大會的決賽，第三次出賽便已躋身世界排名前25名，同年她被選為溫布頓網球公開賽的第12種子，當時才14歲又3個月的卡普莉亞蒂，成為歷屆網球大滿貫系列賽中年紀最小的種子球員。從此，她被稱為網球界的「天才少女」，更成为有史以来最年轻的世界前十。
1991年，卡普莉亞蒂先後在溫布頓網球錦標賽及美國網球公開賽中打入了四強決賽，其中溫布頓一役擊敗了網球前任霸主娜拉提洛娃，技驚四座。1992年的巴塞隆納奧運會中，她更爆冷战胜了當時世界排名第一名的德國皇后格拉芙，以未满16歲的稚齡奪下奧運网球女子單打金牌。但隨後她便進入了網球生涯的低潮，先是染上了毒癮，後來又在商場偷竊被抓，1994年5月16日，卡普莉亞蒂因被查獲吸食大麻而遭到禁賽。
在沉寂了兩年之後，卡普莉亞蒂在1996年回到了網球界。刚开始，卡普莉亞蒂非常低迷，1998年更慘跌到排名第101位。但她深信有志者事竟成，而且自身天赋应当发挥，所以仍然坚持不懈持续努力。1999年，她重新回到了她曾經熟悉的大滿貫赛事。
终于2001年，卡普莉亞蒂復出後的第五年，她在澳洲網球公開賽中以直落二擊敗了當時的女子网坛天后瑞士選手辛吉斯，拿下了生涯第一座大滿貫单打冠軍，同年她又鏖战擊敗比利時新秀的克萊斯特絲，摘下了法國網球公開賽的后冠，另外兩場大賽 ：溫布頓錦標賽、美國公開賽，卡普莉亞蒂也一路殺進了準決賽。憑藉當年四大賽雙冠双四强頭銜的表現，2001年10月15日，卡普莉亞蒂終於登上了世界排名第一名的寶座。2001年终，卡普里亚蒂被授予WTA“年度最佳女子选手”、美联社“年度最佳女子运动员”、路透社“年度最佳复出奖”、劳伦斯体育大奖“年度最佳复出奖”等多项权威级别荣誉。
2002年澳洲網球公開賽中，她再度擊敗辛吉斯奪冠，亦获得劳伦斯体育大奖“世界年度最佳女子运动员”。
2003年之後，卡普莉亞蒂因為受傷的關係，成績已經大不如前。但她浴火重生、東山再起的過程，卻仍然令人们津津樂道、交口称赞、難以忘懷。

## 大滿貫

### 女單冠軍（3）
| 年份   | 比賽 | 場地 | 決賽對手 | 對手國籍 | 勝方比分         |
| ------ | ---- | ---- | -------- | -------- | ---------------- |
| 2001年 | 澳网 | 硬地 | 軒芝絲   | 瑞士     | 6-4, 6-3         |
| 2001年 | 法网 | 紅土 |          | 比利時   | 1-6, 6-4, 12-10  |
| 2002年 | 澳网 | 硬地 | 辛吉斯   | 瑞士     | 4-6, 7-6(7), 6-2 |

## 奧運會

### 女單金牌（1）
| 年份   | 比賽           | 場地 | 決賽對手 | 對手國籍 | 勝方比分      |
| ------ | -------------- | ---- | -------- | -------- | ------------- |
| 1992年 | 巴塞隆納奧運會 | 紅土 | 格拉芙   | 德國     | 3-6, 6-3, 6-4 |

## WTA巡迴賽

### 女單冠軍（14）
- 1990年（1）- 波多黎各
- 1991年（2）- 聖迭戈（阿庫拉經典賽）、多倫多一級賽（加拿大公開賽）
- 1992年（2）- 美國聖迭戈（阿庫拉經典賽）、巴塞罗那奧運會
- 1993年（1）- 悉尼國際賽（Medibank International Sydney）
- 1999年（2）- 史特拉斯堡、魁北克城（貝爾挑戰賽）
- 2000年（1）- 盧森堡城（盧森堡富通集團錦標賽）
- 2001年（3）- 澳网、法网、查爾斯頓一級賽（家庭生活圈盃）
- 2002年（1）- 澳网
- 2003年（1）- 紐黑文（百樂筆公開賽）

### 女雙冠軍（1）
- 1991年（1）- 羅馬（意大利公開賽）~（搭檔 : 莎莉絲）

### 團體

#### 聯邦盃
除了職業賽事成就不俗外，卡佩雅蒂在1990-2000年代曾多次代表美國參加联合会杯，奪得2次冠軍。 
- 1990年決賽勝俄羅斯3：0
- 2000年決賽勝西班牙5：0
- 按：協會盃是一年一度女子網球的世界團體錦標賽，是國際網球比賽中最高水平的團體賽。

## 外部連結
- Jennifer Capriati | International Tennis Hall of Fame （页面存档备份，存于）（英文）
- 珍妮弗·卡普里亚蒂的国际女子网球协会官方資料（英文）
- 珍妮弗·卡普里亚蒂的國際網球總會 職業／青少年 官方資料（英文）
- Fed Cup - Player profile - Jennifer CAPRIATI (USA) （页面存档备份，存于）（英文）
- 珍妮弗·卡普里亚蒂在互联网电影资料库（IMDb）上的資料（英文）

1. ↑  . wtatennis.com.   [September 7, 2015]. （原始内容存档于2016-09-04）.